# Samjiyon tablet computer
O  tablet Samjiyon ( hangul: 판형 콤퓨터 삼지연; MR: p’anhyŏng k’omp’yut’ŏ samjiyŏn ) é um tablet Android norte-coreano desenvolvido pelo Instituto de Pesquisa de Tecnologia Multimídia do Centro de Computação da Coreia. É o primeiro tablet norte-coreano capaz de receber transmissões de televisão     . O tablet recebe o nome do lago Samjiyon, e inclui um navegador com suporte para a intranet Kwangmyong norte-coreana. No entanto, não há suporte para Wi-Fi gratuito.
Os tablets são construídos na China e o software foi localizado para a Coreia do Norte. 

## Aplicações
Os seguintes aplicativos são pré-instalados nos tablets:
- Uma biblioteca de e- books extensa
- Jogos de estratégia como Chosun Jang-Gi, janggi coreano (uma forma de xadrez)
- Tiroteio de estilingue de borracha (고무총 쏘기) - (um jogo norte-coreano semelhante ao jogo Angry Birds . )
- Calculadora (수산기, 數 算 機)
- Jogo de basquete (롱 구공 넣기)
- Pesca (고기 잡이 유희)
- Plants vs. Zombies

## Suporte de idiomas
Suporta input em coreano, alemão, russo, inglês, francês e japonês. 